# Zabranjene crte
Zabranjene crte ili zabranjene linije (eng. forbidden lines) su pojava u spektroskopiji. Vrsta su spektralnih crta. Ne pojavljuju se u običnim laboratorijskim uvjetima. Jedina mjesta gdje ih se može vidjeti su gdje je vrlo rijetki plin, poput onog u visokoj atmosferi i međuzvjezdanim maglicama. Nastaje s metastabilnih razina.
Ove spektralne crte združene su s adsorpcijom ili emitiranjem svjetla iz atomske jezgre, atoma ili molekula. Prolazi prijelaz koji nije dopušten po pojedinom pravilom izbora, zbog čega ih se naziva zabranjenim. Ali, dopustiv je ako nije napravljeno zaokruženje združeno s tim pravilom.